# Eurodac
Eurodac (ang. European Dactyloscopy, Europejski Zautomatyzowany System Rozpoznawania Odcisków Palców) – system informatyczny zbierający odciski palców azylantów i nielegalnych imigrantów na obszarze Unii Europejskiej.
Eurodac utworzono na podstawie rozporządzenia Rady Unii Europejskiej nr 2725/2000 z dnia 11 grudnia 2000, które zostało zmienione „rozporządzeniem o Eurodac”. Celem funkcjonowania Eurodac jest umożliwienie wskazania państwa właściwego do badania wniosków o azyl wniesionych w państwie członkowskim UE, zgodnie z przepisami konwencji dublińskiej oraz w celu ułatwienia stosowania tej konwencji. Konwencję dublińską zastąpiło rozporządzenie Rady (WE) nr 343/2003 z dnia 18 lutego 2003, które zostało zmienione rozporządzeniem Parlamentu Europejskiego i Rady (UE) nr 604/2013 z dnia 26 czerwca 2013.
System Eurodac składa się z:
- jednostki centralnej – z systemem rozpoznawania odcisków palców (ustanowiona w ramach Komisji Europejskiej);
- centralnej bazy danych, w której dane określone w rozporządzeniu o Eurodac są przetwarzane dla celów porównywania odcisków palców (do bazy mają dostęp pracownicy odpowiednich służb we wszystkich krajach członkowskich oprócz Danii, która nie uczestniczy w systemie);
- środków służących do przesyłania danych pomiędzy państwami członkowskimi UE i centralną bazą danych[5].